# Joe Pichler
Joseph David Wolfgang Pichler (14 de febrero de 1987 - desaparecido posiblemente muerto el 5 de enero de 2006) fue un ex actor infantil estadounidense. Quizás sea mejor conocido por sus papeles en Varsity Blues (1999), Beethoven's 3rd (2000) y Beethoven's 4th (2001).
El último crédito cinematográfico de Pichler fue en el drama independiente Children on Their Birthdays (2002). Desapareció a los 18 años en circunstancias misteriosas el 5 de enero de 2006, cerca de su ciudad natal de Bremerton, Washington. Su paradero sigue siendo desconocido.

## Vida y carrera
Pichler, el cuarto de cinco hijos, se mudó a Los Ángeles cuando era niño para seguir su carrera como actor infantil. Tuvo cierto éxito, sobre todo apareciendo en varias películas y programas de televisión. Con la excepción de un puñado de papeles secundarios memorables, probablemente sea mejor conocido por su papel recurrente como Brennan Newton en la tercera y cuarta entrega (directa a video) de las películas de Beethoven: comedias familiares sobre las travesuras de un travieso San Bernardo.
En 2003, ante la insistencia de su familia, regresó a su ciudad natal de Bremerton, Washington (a unas 16 millas al oeste de Seattle) y se graduó allí de la escuela secundaria en 2005. Según la familia, Pichler había planeado regresar a Los Ángeles el año siguiente (después de que le quitaron los bráckets de los dientes) para reanudar su carrera como actor. En el momento de su desaparición, Pichler vivía solo en Bremerton, al otro lado de la ciudad de sus padres, su hermano menor Matthew "AJ" Pichler y su hermana mayor Samantha.

### Desaparición
Pichler fue visto por última vez el 5 de enero de 2006. Según el Charlie Project, los amigos que lo vieron por última vez dijeron que estaba de buen humor mientras estuvo con ellos.
Su automóvil, un Toyota Corolla 2005 plateado, fue encontrado el 9 de enero de 2006 aparcado en la intersección de Wheaton Way y Sheridan Road. Su familia denunció oficialmente su desaparición el 16 de enero.
Según declaraciones de su familia a los medios en ese momento, la última llamada saliente en el teléfono móvil de Pichler se realizó a las 4:08 a. m., el 5 de enero, a un amigo que había dicho que había estado visitando a Pichler ese mismo día.
Según informó Associated Press, la familia de Pichler dijo que en el interior del automóvil se encontró una nota en la que expresaba su deseo de ser “un mejor hermano” y pedía que sus pertenencias personales se entregaran a su hermano menor. Sin embargo, la familia no consideró que se tratara de una nota de suicidio.   Robbie Davis, el detective principal del caso, declaró a Associated Press: “Hay un fuerte indicio de que podría haber sido un suicidio, pero no lo sabemos”, y añadió que no había motivos para sospechar que hubiera habido algún acto criminal.  El cuerpo de Pichler nunca ha sido encontrado.

## Filmografía
| Año  | Título                      | Papel            | Notas                                    |
| ---- | --------------------------- | ---------------- | ---------------------------------------- |
| 1996 | In the House                | Bryan            | Episodio: "To Die For"                   |
| 1996 | Lois & Clark                | Little Boy       | Episodio: "Through a Glass, Darkly"      |
| 1996 | The Fan                     | Sick Sean        |                                          |
| 1997 | Prison of Secrets           | Zach             | Película de TV                           |
| 1997 | Gun                         | Tad              | Episodio: "The Hole"                     |
| 1998 | Touched by an Angel         | Alex Craig       | Episodio: "The Trigger"                  |
| 1998 | Music From Another Room     | Young Billy      |                                          |
| 1999 | Varsity Blues               | Kyle Moxon       |                                          |
| 1999 | Shiloh 2: Shiloh Season     | David Howard     |                                          |
| 2000 | Beethoven's 3rd             | Brennan Newton   |                                          |
| 2001 | When Good Ghouls Go Bad     | Danny Walker     | Película de TV                           |
| 2001 | Beethoven's 4th             | Brennan Newton   |                                          |
| 2002 | The Nightmare Room          | Gary             | Episodio: "Camp Nowhere" (Parts 1 and 2) |
| 2002 | Children on Their Birthdays | Billy Bob Murphy |                                          |